# Formatge de pasta filada
Pasta filata (de l'italià, «pasta filada») és una tècnica en la fabricació d'una família de formatges italians. Els formatges estirats fabricats amb la tècnica de la pasta filata se sotmeten a un tractament de massificació i pastat del mató fresc en aigua calenta (que arriben a temperatures properes als 90 °C), que confereix al formatge una estructura fibrosa i formes ben capritxoses.

## Elaboració
La fabricació de formatges comença de manera normal. La llet (generalment de vaques o búfals asiàtics domèstics) s'escalfa i es qualla, i es deixa reposar una hora abans de tallar la quallada en trossos petits i escórrer el sèrum de llet. Es permet que les quallades descansin diverses hores. Després segueix la filatura. La quallada es submergeix durant algunes hores en un bany de sèrum de llet molt calent o aigua (per a la Mozzarella di Bufala Campana la temperatura és de 95 ° C). Quan comencen a surar, s'elimina la major part del líquid i es barreja la quallada i s'amassa fins obtenir la textura tova, elàstica i filiforme requerida. La massa de mató es divideix (sovint traient un fil gruixut i picat) i es forma en formatges individuals. En el cas de la mozzarella, el procés ja és essencialment complet. L'ideal que es mengin en pocs dies després de la seva fabricació.
Per a altres formats a pasta filata, com ara Provolone, Caciocavallo Silano, Pallone di Gravina i Scamorza, cal un processament addicional (l'envelliment), i en alguns casos, la salmorra o el fumatge.
Els formatgers italians tenen aquesta pràctica en el seu maneig i el modelat manual de la pasta formatgera, quan fila a causa de la calor extrema, que obtenen formes i mides variables. A causa que pateixen una altíssima temperatura, els formatges tenen molt poca flora microbiana, de manera que quan són frescos (alta humitat) es conserven molt poc temps i quan són grans la seva maduració és molt lenta.

## Ús
S'empren principalment en la cuina de la pasta i la pizza, i mariden bé amb vins negres corporis.

## Alguns exemples de pasta filada
L'exemple més conegut és la mozzarella di bufala campana (de llet de búfal asiàtic domèstic), i la de millor qualitat és la mozzarella de la regió italiana de la Campània (un formatge fresc, dolç, subtil i que fon bé, emprat com a base de qualsevol pizza).

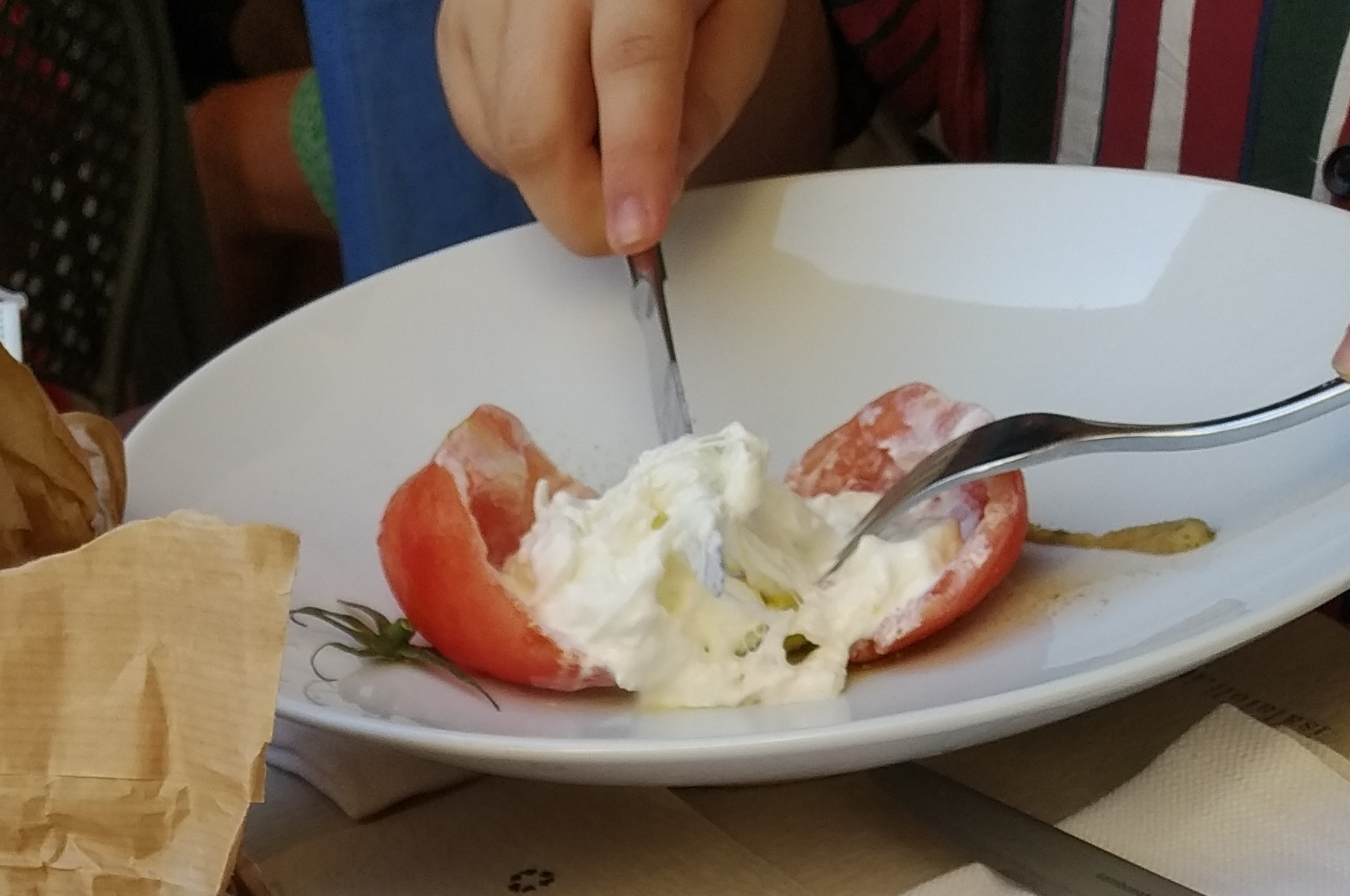
Stracciatella di bufala
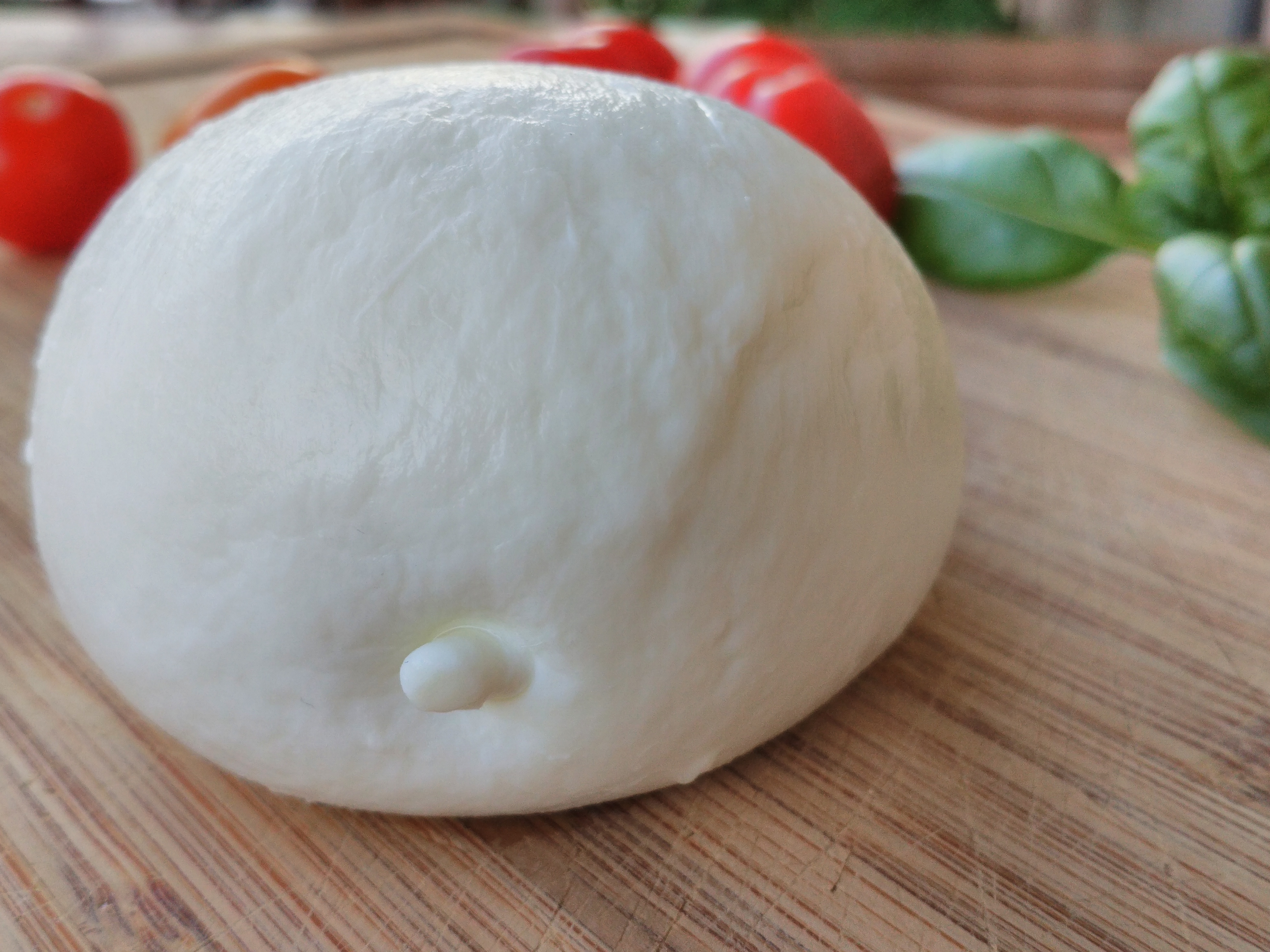
Fior di latte
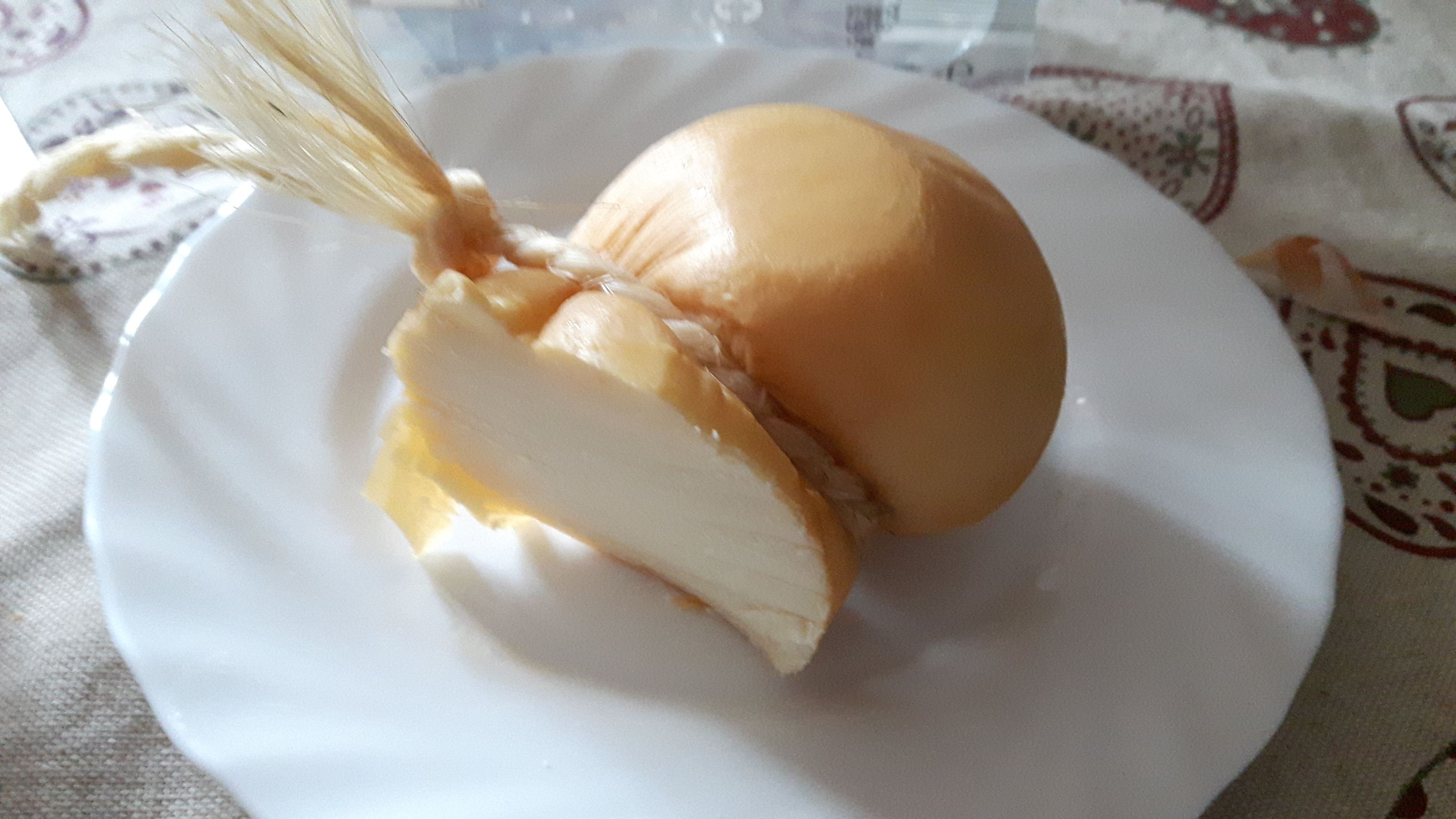
Scamorza
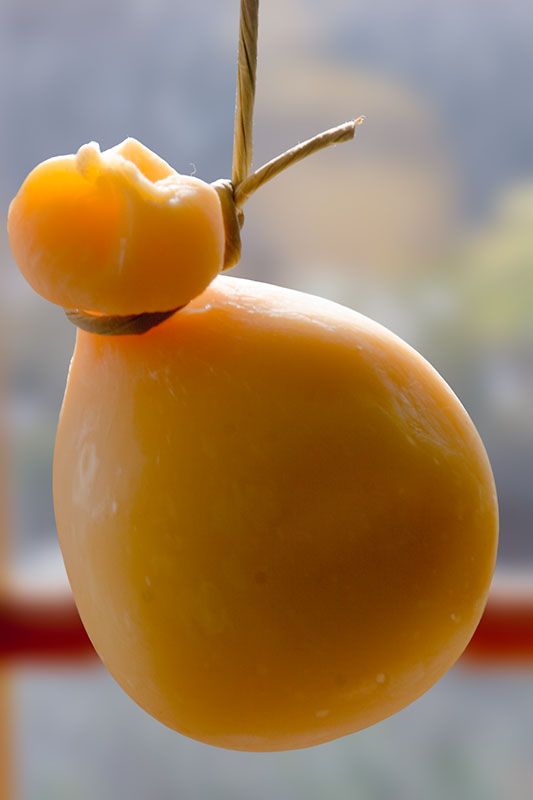
Provolone Valpadana

També es poden elaborar formatges de gran port i grandària i de llarga curació com el ragusano sicilià, el provolone Valpadana de la vall del Po o el caciocavallo Silano.

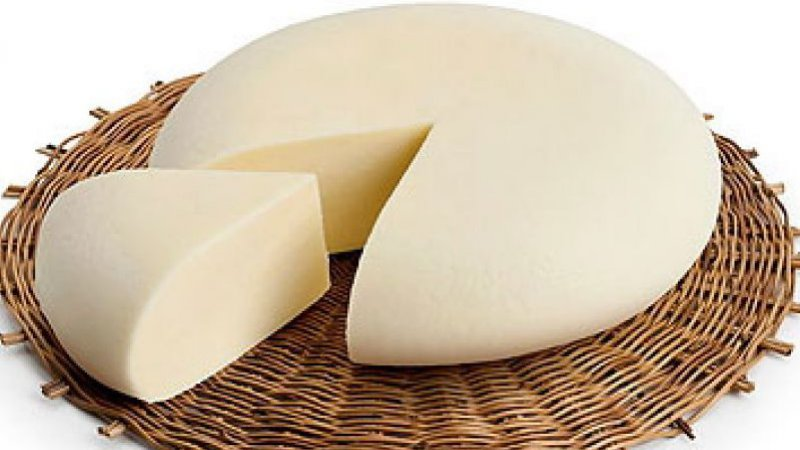
Vastedda della Valle del Belìce
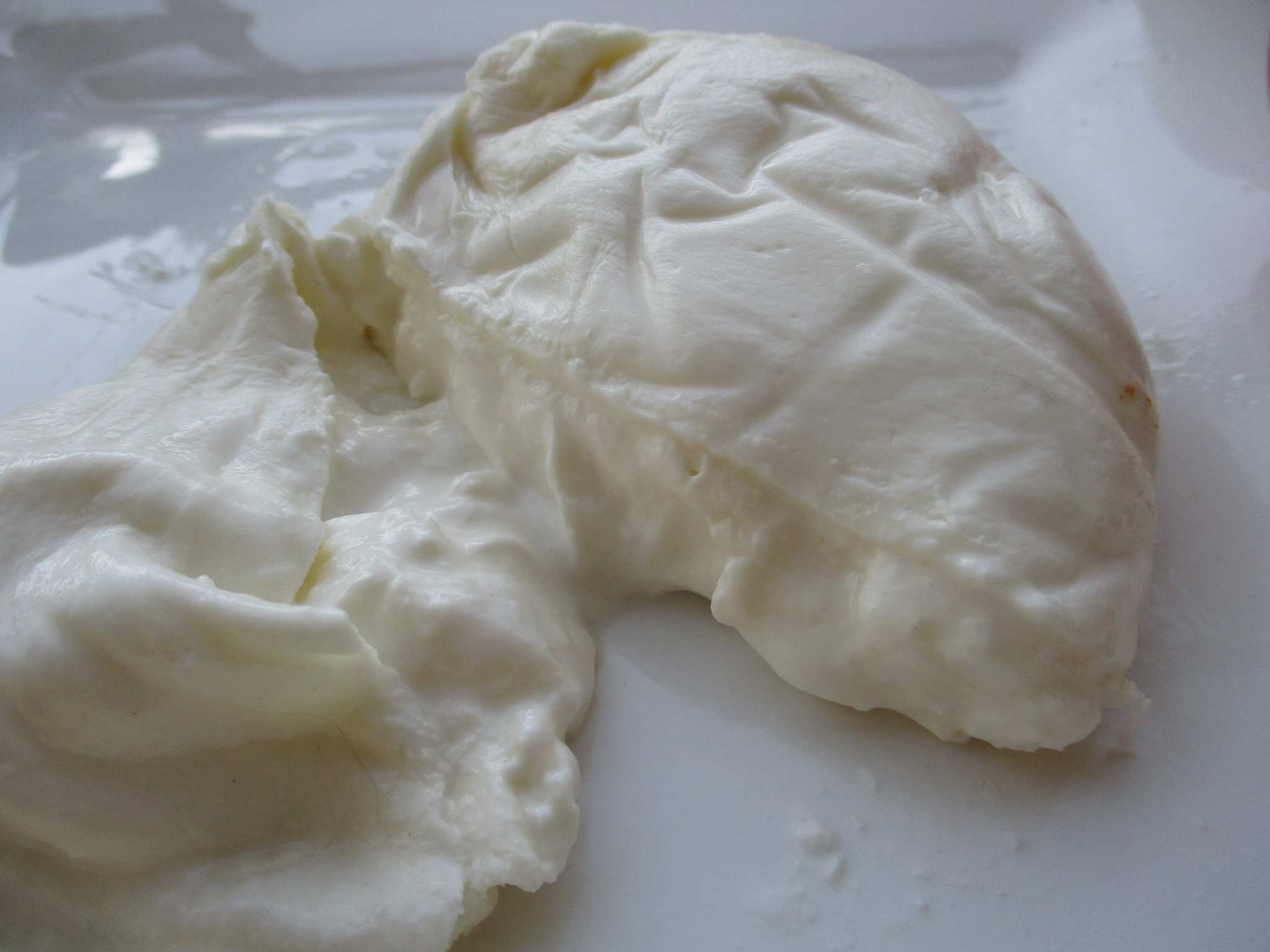
Burrata
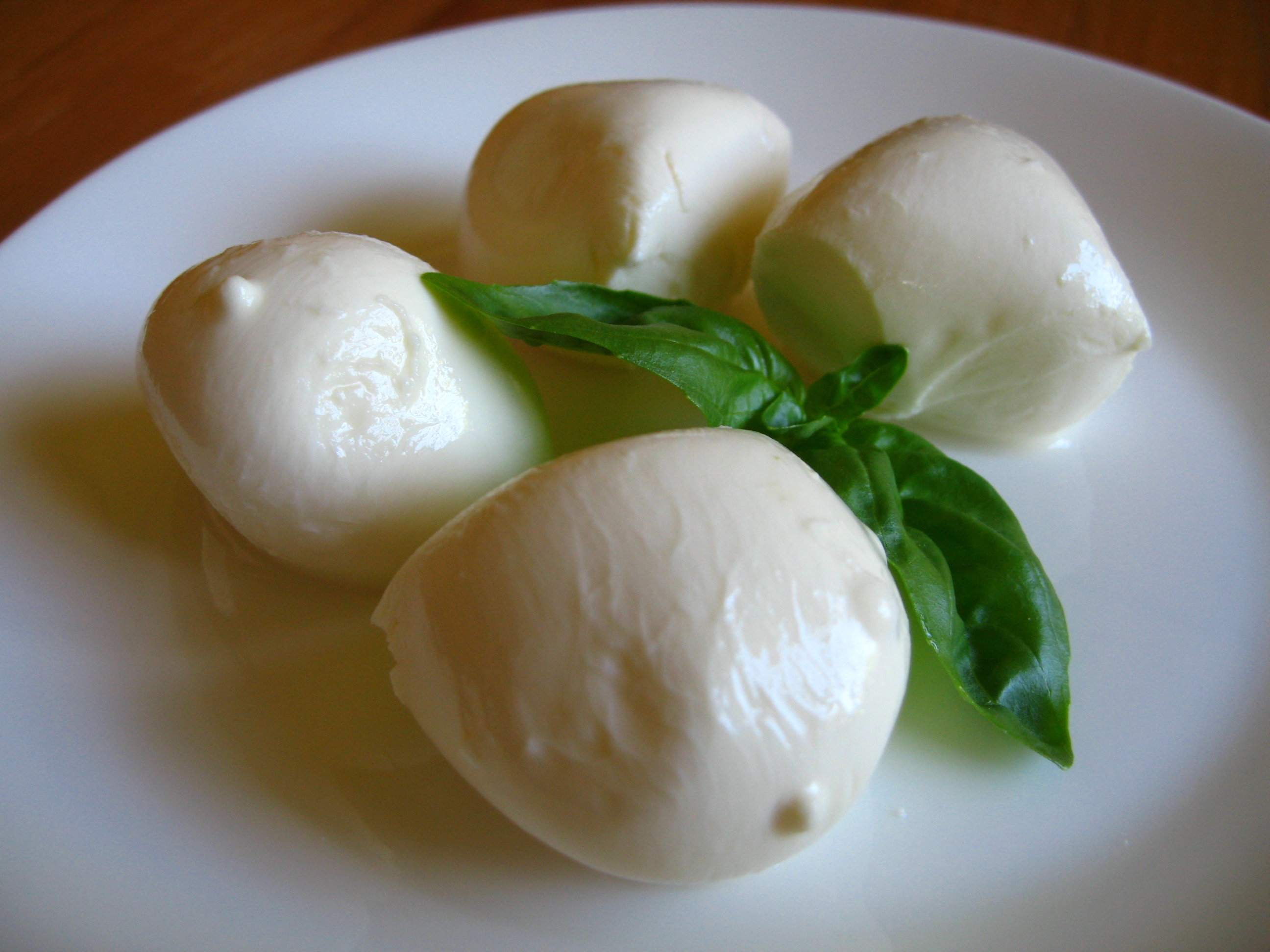
Bocconcini

En qualsevol cas, és una família formatgera típicament italiana que l'emigració del sud d'Itàlia va estendre per tota Amèrica i, fins i tot, per Austràlia.